# Area naturale protetta di interesse locale Bosco di Sargiano
Il Bosco di Sargiano è stata un'area naturale protetta di interesse locale (ANPIL) della Regione Toscana dal 1998 al 2015, anno in cui sono state abrogate tutte le ANPIL. 
Occupa una superficie di 9 ha nel comune di Arezzo. Il suo territorio, che è una pertinenza del Convento di Sargiano, si estende attorno al Convento stesso e ai suoi orti, uliveti e vigneti non facenti parte dell'ANPIL.
Il Bosco di Sargiano è tutelato anche come sito di interesse comunitario per la presenza di rovere (quercus petraea), qui particolarmente lussureggiante.

## Storia
I terreni sui quali sorge attualmente il Convento di Sargiano, col Bosco e le sue altre pertinenze, furono donati all'Ordine Francescano all'inizio del secolo XV dai nobili fratelli Bonifazio e Giovanni Guascone.
Il complesso di Sargiano appartiene tuttora all'Ordine dei Frati Minori della Provincia Toscana.

## Flora
Il Bosco di Sargiano presenta una flora particolarmente ricca e diversificata. Vi sono state censite 19 specie di alberi – tra le quali la pregiata rovere (quercus petraea) – e 49 specie di arbusti ed erbe.

## Fauna
La presenza di un muro perimetrale quasi totale attorno al Bosco di Sargiano, ha costituito nel tempo una protezione per gli uccelli che vi stazionano: vi sono state rilevate 25 coppie di differenti specie di uccelli. Meno ricca la presenza di mammiferi, che comprende istrici, scoiattoli, cinghiali e caprioli. Ricchissima e diversificata la presenza di lepidotteri (farfalle), favorita dalle numerose specie di erbe presenti nel Bosco.

## Eventi

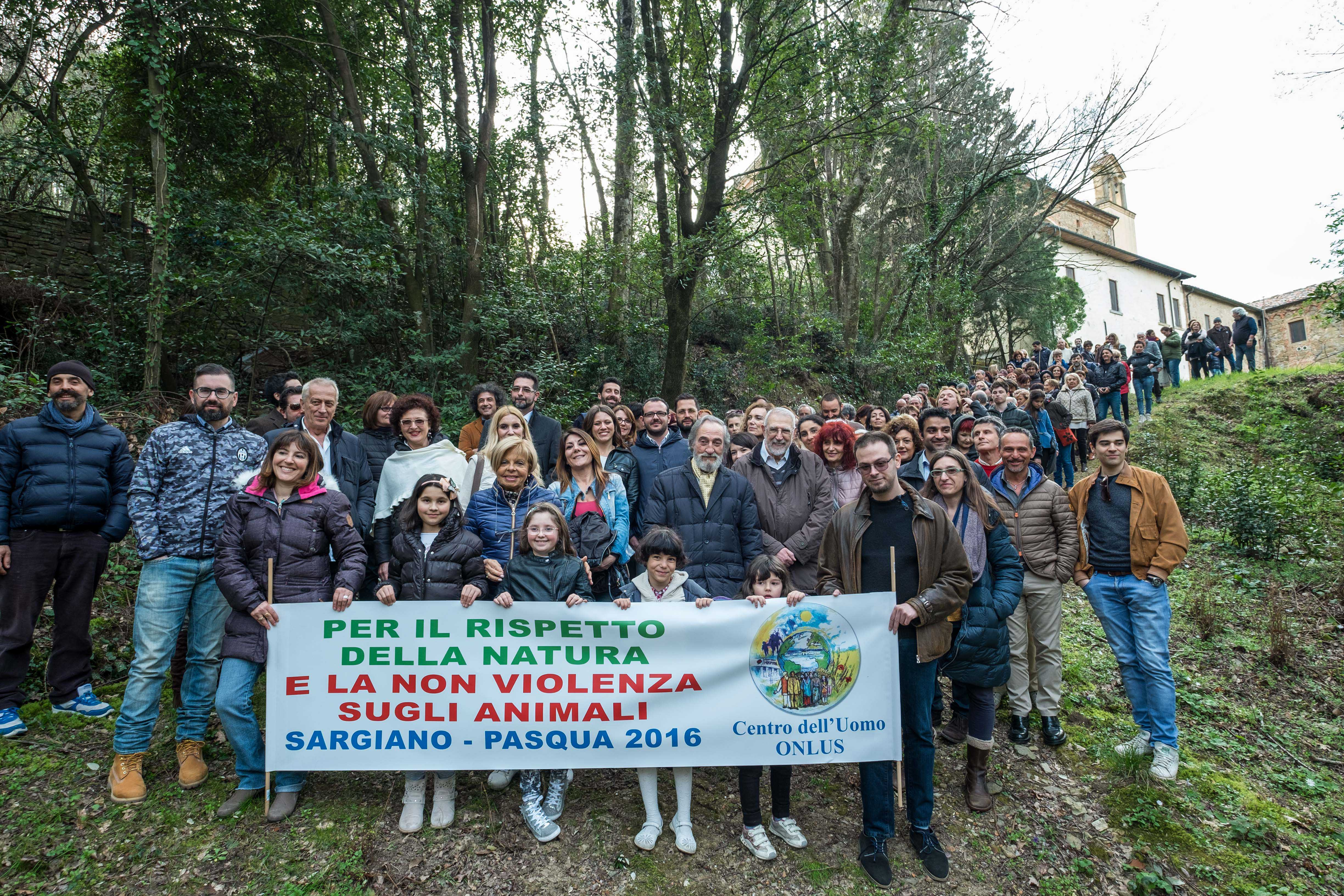
Pasqua 2016, Bosco di Sargiano

Dall'anno 2000, in occasione della Pasqua, ogni anno la Onlus internazionale “Centro dell'Uomo” organizza nei sentieri del Bosco di Sargiano una Marcia in favore della salvaguardia dell'ambiente e della non-violenza, con numerosi partecipanti provenienti dall'Italia e dall'estero.